# Lăpușnicu Mare
Lăpușnicu Mare – wieś w Rumunii, w okręgu Caraș-Severin, w gminie Lăpușnicu Mare. W 2011 roku liczyła 1093 mieszkańców. 